# Gresnica (Zajasz)
Gresnica (macedónul: Грешница, albánul Greshnica) település Észak-Macedóniában, a Délnyugati körzet Kicsevói járásában, 2013-ig a Zajaszi járás része volt, ami teljes egészében beolvadt a Kicsevói járásba.

## Népesség
| Lakosok száma | 666  | 700  | 813  | 999  | 1174 |      | 1355 | 1480 | 789  |
|               | 1948 | 1953 | 1961 | 1971 | 1981 | 1991 | 1994 | 2002 | 2021 |

2002-ben 1480 lakosa volt, akik közül 1475 albán, 2 macedón és 3 egyéb.